# Litoral esloveno

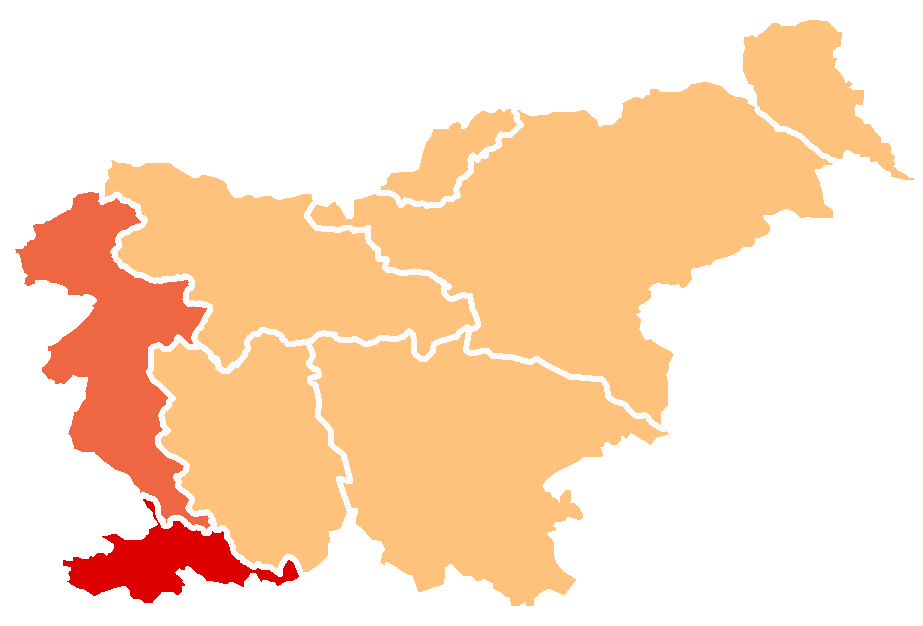
O Litoral esloveno

O litoral esloveno (em esloveno:  Primorska; em italiano:  Litorale; em alemão:  Küstenland) é uma região da Eslovénia que compreende as regiões de Goriška e a Ístria eslovena (Slovenska Istra). O seu nome provém do território histórico do Litoral austríaco, que pertencia à coroa de Habsburgo, e do qual fazia parte o litoral esloveno. Os principais centros urbanos são Nova Gorica em Goriška e Koper/Capodistria na Ístria.